# L'Éducatrice (film, 1913)
Pour plus de détails, voir Fiche technique et Distribution.
L'Éducatrice (titre original : Die Czernowska) est un film allemand réalisé par Charles Decroix sorti en 1913.

## Synopsis
Quelque part dans la Russie tsariste. La jeune et cultivée Sonja Czernowska est embauchée comme gouvernante dans la maison du seigneur veuf du château, le comte Zachin, sur la recommandation de son frère. Elle devra se consacrer entièrement à l'éducation de ses deux enfants, un garçon et une fille. Les mineurs orphelins, comme le fidèle domestique Ivan, manifestent dès le début une profonde aversion à son égard. Mais l'employeur de Sonja tombe amoureux de la jeune femme, qui s'efforce d'assurer le rétablissement du comte après un grave accident de chasse et finit par lui faire des avances. Mais Czernowska a déjà un amant, un type d'escroc assez étrange. Lorsque le comte demande la main de Sonja, elle ne dit pas non, car Czernowska suppose que son futur mari n'aura pas longtemps à vivre, compte tenu de ces graves blessures. Elle n'envisage rien de moins que de s'améliorer financièrement et socialement grâce à ce mariage et le communique dans une lettre à son amant. Après le mariage, elle poursuit sa relation désormais adultère avec son amant et traite de plus en plus mal les deux enfants du premier mariage. Ivan observe tout de très près et essaie d'aider les enfants du mieux qu'il peut.
Le servant particulièrement fidèle comprend rapidement à quel point la femme du nouveau comte est sombre et qu'elle ne s'intéresse qu'à la fortune du grand seigneur. Comme Czernowska sait que seul Ivan pourrait lui faire obstacle avec ses sombres machinations, elle intrigue pour qu'il soit licencié par son mari. Les deux enfants restés sur place trouvent les adieux qui suivent particulièrement difficiles. En partant, Ivan rencontre un inconnu qui lui demande son chemin pour se rendre au château. Ivan reconnaît instinctivement que cet homme doit être l'amant de Czernowska. Ivan découvre que la femme adultère et son amant veulent se rencontrer à un certain endroit. Ivan s'y rend secrètement. C'est là que toutes ses pires craintes se réalisent. Ivan jure de se venger de son maître, à qui la Czernowska s'est attaquée. Il se bat avec son amant et l'enferme dans le chenil, où les chiens affamés du château attendent pour manger. Sonja se précipite et mord la main d'Ivan lors d'un duel, mais son action ne peut plus sauver son amant, qui devient de la nourriture pour les chiens.
Huit ans se sont écoulés depuis ces événements. Tandis que Sonja s'épanouit, le comte Zachin, affaibli et souffrant encore des séquelles à long terme de son accident de cheval, a considérablement vieilli. Ils ont voyagé vers le sud ensoleillé et Czernowska flirte désormais sans complexe avec tous les hommes. Elle aime particulièrement un baron, qui suggère de se débarrasser le plus rapidement possible de son mari mal-aimé après qu'il a modifié son testament en faveur de Sonja. Alors, dit le baron, il veut commencer une nouvelle vie avec elle. Au cours de leurs sinistres projets, les deux sont observés par un mystérieux inconnu, qui n'est autre que l'ancien serviteur Ivan. Après l'avoir rencontré, Sonja parvient à découvrir l'identité d'Ivan. Peu de temps après, le baron invite le comte Zachin et sa femme à aller chasser les canards depuis un bateau. Comme le baron l'avait prévu, le comte branlant tombe par-dessus bord et risque de se noyer. Mais Ivan est à proximité et soupçonnait déjà quelque chose comme ça. Il se jette à l'eau et sauve son ancien maître. Ivan emmène alors le comte Zachin dans une cabane et lui explique les sinistres machinations de sa femme. Zachin commence enfin à croire son disciple le plus fidèle, et ils élaborent tous les deux un plan. Ils veulent d’abord faire croire aux deux conspirateurs que leur plan réussit. Maintenant qu'elle est l'unique héritière, Czernowska décide de tout laisser derrière elle et de s'installer avec son nouvel amant, le baron. Mais Ivan apparaît accompagné de la police et arrête les deux méchants. Ivan et son maître retournent en Russie au château avec leurs enfants (maintenant adultes).

## Fiche technique
- Titre : L'Éducatrice
- Titre original : Die Czernowska
- Réalisation : Charles Decroix assisté de Heinrich Lisson (de)
- Scénario : Charles Decroix
- Production : Charles Decroix
- Société de production : Films Charles Decroix
- Pays d'origine :  Empire allemand
- Langue : allemand
- Format : Noir et blanc - 1,33:1 - 35 mm
- Genre : Drame
- Durée : 972 m
- Dates de sortie :
  -  Empire allemand : 24 mai 1913[1]
  -  États-Unis : 1er mai 1914

## Distribution
- Käthe Wittenberg : Sonja Czernowska
- Wolfgang Neff : le comte Zachin
- Bernd Aldor (de) : Ivan, le majordome